# Umpferstedt
Umpferstedt é um município da Alemanha, situado no distrito de Weimarer Land, no estado da Turíngia. Tem 7,39 km² de área, e sua população em 2019 foi estimada em 631 habitantes.